# C/1806 V1 (Pons)
C/1807 V1 (Pons) est une comète parabolique du Système solaire.
Elle est passée au plus près de la Terre à 0,45 UA.
Comme c'est une comète parabolique, elle pourrait provenir du Nuage de Oort.